# Chlorophonia callophrys
Chlorophonia callophrys là một loài chim trong họ Fringillidae.